# The Idea of You
The Idea of You (titulada  La idea de ti en Hispanoamérica y La idea de tenerte en España) es una comedia romántica estadounidense de 2024, dirigida por Michael Showalter y basada en la novela del mismo nombre de Robinne Lee. Está protagonizada por Anne Hathaway y Nicholas Galitzine, en los papeles de una madre divorciada, Solène Marchand, y el cantante principal de la boy band más famosa del momento, Hayes Campbell, respectivamente.

## Sinopsis
Solène Marchand es una mujer divorciada que vive en Los Ángeles y es propietaria de una galería de arte. A medida que se acerca su cumpleaños, planea ir de campamento sola mientras su exmarido Daniel lleva a su hija Izzy y sus amigos a Coachella. Cuando Daniel es llamado por trabajo en el último momento, Solène acepta a regañadientes renunciar a acampar y acompañar a su hija y sus amigos al festival.
Daniel había hecho arreglos para que su hija y sus amigos tuvieran un encuentro y saludo en el festival con la banda británica de chicos August Moon. Mientras espera en el área VIP, Solène entra a lo que cree que es un baño, solo para descubrir que es el tráiler de Hayes Campbell, miembro de August Moon. La pareja coquetea, aunque Solène se siente incómoda con su atracción. Más tarde, durante la actuación de August Moon, Hayes aparentemente cambia el setlist del programa y le dedica una canción.
En su fiesta de cumpleaños, se desilusiona con los posibles tíos. Poco después del festival, Hayes aparece sin previo aviso en la galería de Solène, aparentemente interesado en comprar arte. Después de comprar todas las piezas de la galería, Solène lo lleva al estudio del almacén de un amigo, donde hablan sobre la vida y el arte.
Durante el almuerzo en casa de Solène, ella revela sus inseguridades derivadas de la aventura de su exmarido, y Hayes revela su deseo de ser tomado en serio como músico. Se besan, pero Solène lo rechaza.
Hayes deja su reloj y luego, al encontrar el número de teléfono de Solène en la factura de la galería, le envía un mensaje de texto para que se reúna con él en la ciudad de Nueva York. Con Izzy en un campamento de verano, Solène vuela a Nueva York y se encuentra con él en su hotel donde tienen relaciones sexuales. Hayes la convence para viajar con él en la gira europea de August Moon. Solène desea mantener su relación en privado y no se lo cuenta a Izzy ni a nadie más.
Mientras continúa la gira europea de August Moon, Solène continúa apoyando a Hayes. También continúan teniendo relaciones sexuales en los hoteles en los que se alojan. La banda está de vacaciones en el sur de Francia, Solène se siente incómoda en relación con las otras tías que viajan con ellos. Otros miembros de la banda le dicen que la dedicación de una canción por parte de Hayes fue una táctica que usan para impresionar a las chicas, y que Hayes ha buscado relaciones con diferentes mujeres anteriormente. Solène, sintiéndose engañada y desilusionada por la relación, regresa abruptamente a Los Ángeles. Daniel, que ha oído hablar de la relación de Solène, le pregunta al respecto, pero ella niega que ella y Hayes estuvieran juntos.
Poco después, fotos de paparazzi de la relación aparecen en línea, lo que hace que Solène atraiga una gran cantidad de atención no deseada. Cuando va a recoger a Izzy al campamento, Izzy está furiosa por haberle mentido, pero perdona a su madre. Solène va a un estudio de grabación donde trabaja Hayes y reavivan su relación, comenzando a salir públicamente. Ella y su familia eliminan sus cuentas de redes sociales.
Daniel le expresa su preocupación a Solène por el impacto de su relación en Izzy, quien como resultado enfrenta desafíos en la escuela. Tras un viaje a Nueva York, Hayes regresa y Solène decide poner fin una vez más a la relación. Sin embargo, Hayes vuelve a visitar su casa y sugiere que deberían reconsiderar la reanudación de su relación dentro de cinco años, una vez que Izzy haya completado sus estudios. Durante este encuentro, Hayes vuelve a dejar su guardia con Solène.
Cinco años después, Solène ve a Hayes actuando en The Graham Norton Show, donde menciona sus planes de visitar Los Ángeles. Regresa a la galería, donde comparten un reencuentro entre lágrimas.

## Reparto
- Anne Hathaway como Solène Marchand
- Nicholas Galitzine como Hayes Campbell
- Ella Rubin como Izzy
- Reid Scott como Daniel
- Jordan Aaron Hall como Zeke
- Jaiden Anthony como Adrian
- Raymond Cham Jr. como Oliver
- Viktor White como Simon
- Dakota Adan como Rory
- Annie Mumolo como Tracy
- Perry Mattfeld como Eva

## Producción
The Idea of You está basada en el libro homónimo de Robinne Lee, un relato que comenzó como un fanfiction inspirado en Harry Styles, que tras su publicación en 2017 fue ampliamente aceptado por la crítica. En 2018 se confirmó que se haría una adaptación de la novela con la productora Welle Entertainment y con Cathy Schulman y Gabrielle Union como encargadas. En junio de 2021 se informó que la película se encontraba en desarrollo con Anne Hathaway como principal protagonista. En septiembre de 2022, Nicholas Galitzine se unió como protagonista interpretando a Hayes Campbell, el famoso cantante de una boy band.
El rodaje tuvo lugar en las ciudades de Atlanta, Savannah y los alrededores de Georgia en octubre de 2022.

## Estreno
La película se estrenó en el festival South by Southwest el 16 de marzo de 2024 como la cinta de cierre en la noche de clausura. Su estreno mundial fue el 2 de mayo de 2024 como exclusiva de Amazon Prime Video.